# Amphichorema costiferum
Amphichorema costiferum là một loài Trichoptera thuộc họ Hydrobiosidae. Chúng phân bố ở vùng Tân nhiệt đới.
- Tư liệu liên quan tới Amphichorema costiferum tại Wikimedia Commons